# Булаг
Булаг (рос. Булаг) — улус Курумканського району, Бурятії Росії. Входить до складу Сільського поселення Аргада.
Населення —  118 осіб (2015 рік). 